# سیارک ۱۲۱۱
سیارک ۱۲۱۱ (به انگلیسی: 1211 Bressole، نامگذاری:1931XA) هزار و دویست و یازدهمین سیارک کشف شده‌است که در ۲ دسامبر ۱۹۳۱ و در الجزیره کشف شد.
قدر مطلق سیارک برابر ۱۰٫۶۰ است.